# M198
M198 (англ. 155-mm Medium Towed Howitzer M198) — буксируемая 155-мм гаубица США 1970-х годов.
Была создана Рок-Айлендским арсеналом в 1968—1977 годах для замены 155-мм дивизионных гаубиц M114 и 155-мм полевых пушек M59 периода Второй мировой войны, остававшихся на вооружении вооружённых сил США более четверти века.

## История
M198 была принята на вооружение Армии и Корпуса морской пехоты США в 1978 году и в том же году было начато её серийное производство. Производство прекращено в 1992 году. Всего было выпущено около 1700 орудий этого типа. 
M198 оставалась стандартной буксируемой артиллерийской системой в армии и морской пехоте ВС США на протяжении более чем 30 лет и использовалась ими в ряде конфликтов и войн, в частности, в войне в Персидском заливе. В конце 2000-х годов, однако, была начата замена M198 новой облегчённой 155-мм гаубицей M777. M198 также активно поставлялась на экспорт более чем в десяток государств, в большинстве из которых она всё ещё, по состоянию на 2016 год, остаётся на вооружении.

## Производство
В производстве гаубиц были задействованы казённые и частные структуры:
Государственный сектор
- Пушка (M199) — Уотервлитский арсенал, Уотервлит, Нью-Йорк;
- Механизм отката (M45) — Рок-Айлендский арсенал, Рок-Айленд, Иллинойс;

Частный сектор
- Установка (M39) — Consolidated Diesel Electric Co., Олд-Гринвич, Коннектикут;
- Приборы управления огнём — NUMAX Corp., Санта-Фе-Спрингс, Калифорния.

## На вооружении

### Современные операторы
- Бахрейн — 28 орудий, по состоянию на 2016 год[5]
- Гондурас — 4 орудия, по состоянию на 2016 год[6]
- Ирак — 60 орудий, по состоянию на 2016 год[7]
- Ливан — 178 орудий, по состоянию на 2016 год[8]
- Пакистан — 148 орудий, по состоянию на 2016 год[9]
- Саудовская Аравия:
  - Сухопутные войска — 60 орудий, по состоянию на 2016 год[10]
  - Национальная гвардия — 58 орудий, по состоянию на 2016 год[11]
- Таиланд — 118 орудий, по состоянию на 2016 год[12]
- Тунис — 55 орудий, по состоянию на 2016 год[13]
- Эквадор — 10 орудий, по состоянию на 2016 год[14]

### Бывшие операторы
- Австралия — 36 орудий, по состоянию на 2010 год[15]
- США:
  - Армия — 697 орудий, по состоянию на 2010 год[16]
  - Корпус морской пехоты — 595 орудий, по состоянию на 2010 год[17]

## Аналоги
- 152-мм гаубица 2А65;
- FH77;
- FH70;
- Soltam M-71;
- TRF1.